# Marthe Koala
Marthe Koala (Bobo-Dioulasso, 8 de marzo de 1994) es una atleta burkinesa.
Ha representado a su país en cuatro Juegos Olímpicos en la disciplina de 100 metros vallas; Londres 2012, Río 2016, Tokio 2020 y París 2024.
Ganó la medalla de oro en el Campeonato Africano de Atletismo en 2014.